# 41e Primetime Emmy Awards
De 41e Primetime Emmy Awards, waarbij prijzen werden uitgereikt in verschillende categorieën voor de beste Amerikaanse televisieprogramma's die in primetime werden uitgezonden tijdens het televisieseizoen 1988-1989, vond plaats op 17 september 1989 in het Pasadena Civic Auditorium in Pasadena, Californië.

## Winnaars en nominaties - televisieprogramma's
(De winnaars staan bovenaan in vet lettertype.)

#### Dramaserie
(Outstanding Drama Series)
- L.A. Law
  - Beauty and the Beast
  - China Beach
  - thirtysomething
  - Wiseguy

#### Komische serie
(Outstanding Comedy Series)
- Cheers
  - Designing Women
  - The Golden Girls
  - Murphy Brown
  - The Wonder Years

#### Miniserie
(Outstanding Mini Series)
- War and Remembrance
  - Lonesome Dove
  - A Perfect Spy
  - I Know My First Name Is Steven
  - The Women of Brewster Place

#### Varieté-, Muziek- of komische show
(Outstanding Variety, Music or Comedy Program)
- The Tracey Ullman Show
  - The Arsenio Hall Show
  - Late show with David Letterman
  - Saturday Night Live
  - Tap Dance in America

## Winnaars en nominaties - acteurs

### Hoofdrollen

#### Mannelijke hoofdrol in een dramaserie
(Outstanding Lead Actor in a Drama Series)
- Carroll O'Connor als Chief Bill Gillespie in In the Heat of the Night
  - Ron Perlman als Vincent in Beauty and the Beast
  - Michael Tucker als Stuart Markowitz in L.A. Law
  - Ken Wahl als Vincent Terranova in Wiseguy
  - Edward Woodward als Robert McCall in The Equalizer

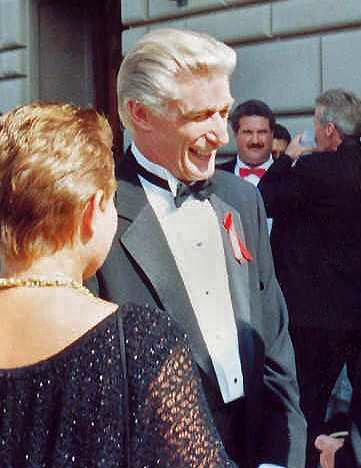
Richard Mulligan (Empty Nest), winnaar mannelijke hoofdrol in een komische serie

#### Mannelijke hoofdrol in een komische serie
(Outstanding Lead Actor in a Comedy Series)
- Richard Mulligan als Dr. Harry Weston in Empty Nest
  - Ted Danson als Sam Malone in Cheers
  - Michael J. Fox als Alex P. Keaton in Family Ties
  - John Goodman als Dan Conner in Roseanne
  - Fred Savage als Kevin Arnold in The Wonder Years

#### Mannelijke hoofdrol in een miniserie
(Outstanding Lead Actor in a Miniseries or a Special)
- James Woods als Joseph Ryan in Hallmark Hall of Fame
  - Robert Duvall als Augustus 'Gus' McCrae in Lonesome Dove
  - Tommy Lee Jones als Woodrow F. Call in Lonesome Dove
  - John Gielgud als Aaron Jastrow in War and Remembrance
  - Ben Kingsley als Simon Wiesenthal in Murderers Among Us: The Simon Wiesenthal Story

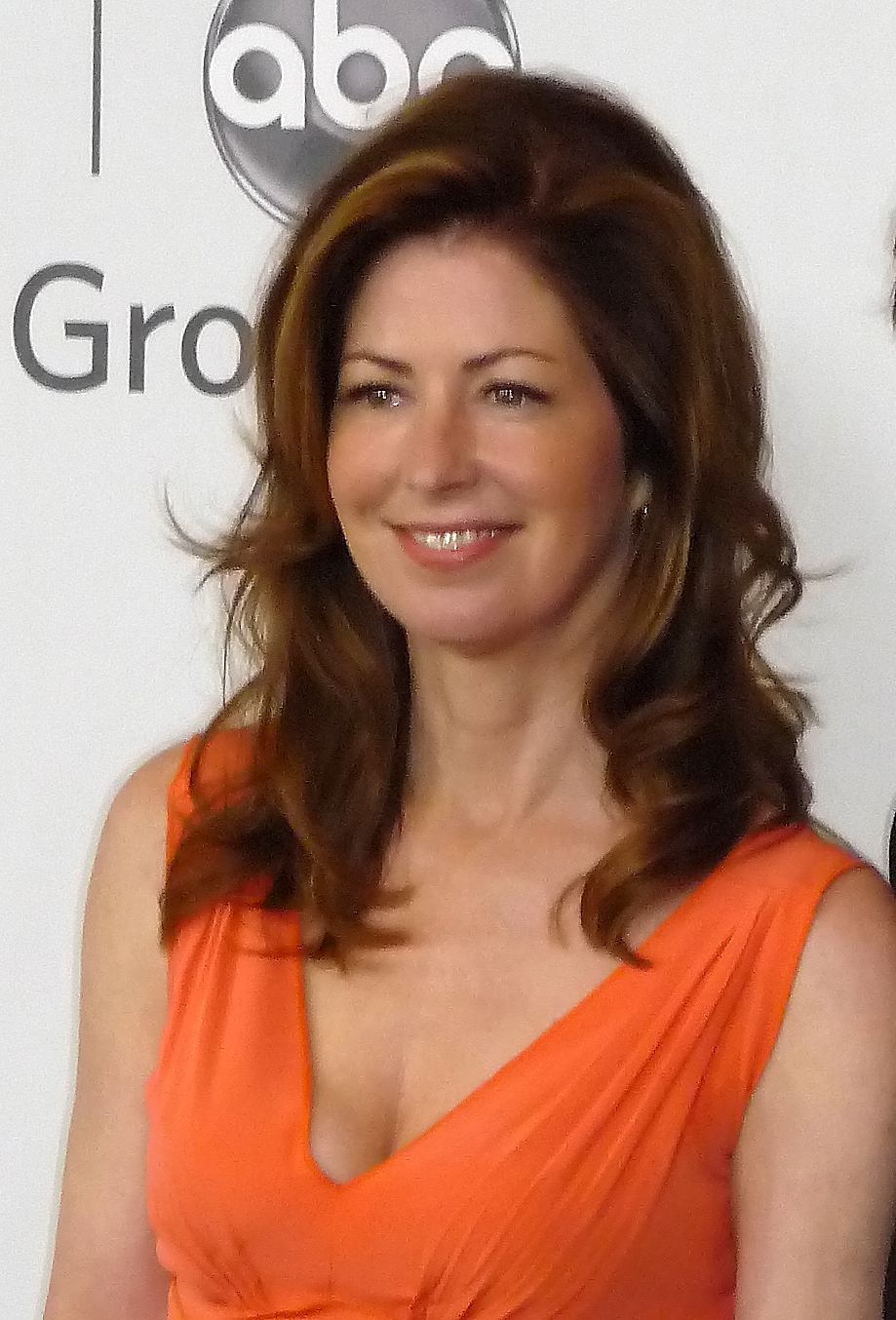
Dana Delany (China Beach), winnaar vrouwelijke hoofdrol in een dramaserie

#### Vrouwelijke hoofdrol in een dramaserie
(Outstanding Lead Actress in a Drama Series)
- Dana Delany als Colleen McMurphy in China Beach
  - Susan Dey als Grace Van Owen in L.A. Law
  - Jill Eikenberry als Ann Kelsey in L.A. Law
  - Linda Hamilton als Catherine Chandler in Beauty and the Beast
  - Angela Lansbury als Jessica Fletcher in Murder, She Wrote

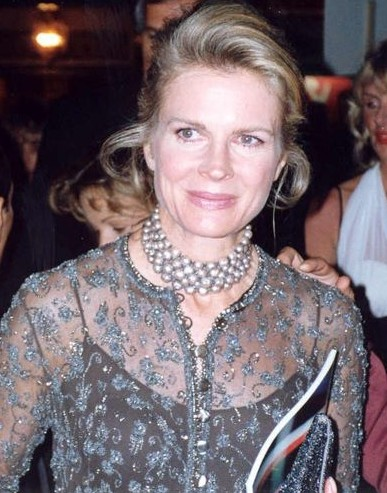
Candice Bergen (Murphy Brown), winnaar vrouwelijke hoofdrol in een komische serie

#### Vrouwelijke hoofdrol in een komische serie
(Outstanding Lead Actress in a Comedy Series)
- Candice Bergen als Murphy Brown in Murphy Brown
  - Beatrice Arthur als Dorothy Zbornak in The Golden Girls
  - Blair Brown als Molly Dodd in The Days and Nights of Molly Dodd
  - Rue McClanahan als Blanche Devereaux in The Golden Girls
  - Betty White als Rose Nylund in The Golden Girls

#### Vrouwelijke hoofdrol in een miniserie
(Outstanding Lead Actress in a Miniseries or a Special)
- Holly Hunter als Ellen Russell / Jane Doe in Roe vs. Wade
  - Anjelica Huston als Clara Allen in Lonesome Dove
  - Diane Lane als Lorena Wood in Lonesome Dove
  - Jane Seymour als Natalie Henry in War and Remembrance
  - Amy Madigan als Sarah Weddington in Roe vs. Wade

### Bijrollen

#### Mannelijke bijrol in een dramaserie
(Outstanding Supporting Actor in a Drama Series)
- Larry Drake als Benny Stulwicz in L.A. Law
  - Jonathan Banks als Frank McPike in Wiseguy
  - Timothy Busfield als Elliot Weston in thirtysomething
  - Richard Dysart als Leland McKenzie in L.A. Law
  - Jimmy Smits als Victor Sifuentes in L.A. Law

#### Mannelijke bijrol in een komische serie
(Outstanding Supporting Actor in a Comedy Series)
- Woody Harrelson als Woody Boyd in Cheers
  - Joe Regalbuto als Frank Fontana in Murphy Brown
  - Peter Scolari als Michael Harris in Newhart
  - Meshach Taylor als Anthony Bouvier in Designing Women
  - George Wendt als Norm Peterson in Cheers

#### Mannelijke bijrol in een miniserie
(Outstanding Supporting Actor in a Miniseries or a Special)
- Derek Jacobi als Archibald Craven in Hallmark Hall of Fame
  - Danny Glover als Joshua Deets in Lonesome Dove
  - Corin Nemec als Steven Gregory Stayner in I Know My First Name Is Steven
  - Armand Assante als Richard Mansfield in Jack the Ripper
  - James Garner als Bob Beuhler in Hallmark Hall of Fame

#### Vrouwelijke bijrol in een dramaserie
(Outstanding Supporting Actress in a Drama Series)
- Melanie Mayron als Melissa Steadman in thirtysomething
  - Michele Greene als Abby Perkins in L.A. Law
  - Lois Nettleton als Joanne St. John in In the Heat of the Night
  - Amanda Plummer als Alice Hackett in L.A. Law
  - Susan Ruttan als Roxanne Melman in L.A. Law

#### Vrouwelijke bijrol in een komische serie
(Outstanding Supporting Actress in a Comedy Series)
- Rhea Perlman als Carla Tortelli in Cheers
  - Julia Duffy als Stephanie Vanderkellen in Newhart
  - Faith Ford als Corky Sherwood in Murphy Brown
  - Estelle Getty als Sophia Petrillo in The Golden Girls
  - Katherine Helmond als Mona Robinson in Who's the Boss?

#### Vrouwelijke bijrol in een miniserie
(Outstanding Supporting Actress in a Miniseries or a Special)
- Colleen Dewhurst als Margaret Page in Those She Left Behind
  - Glenne Headly als Elmira Boot Johnson in Lonesome Dove
  - Peggy Ashcroft als Miss Dubber in A Perfect Spy
  - Polly Bergen als Rhoda Henry in War and Remembrance
  - Paula Kelly als Theresa in The Women of Brewster Place

### Gastrollen

#### Mannelijke gastrol in een dramaserie
(Outstanding Guest Actor in a Drama Series)
- Joe Spano als John Saringo in Midnight Caller
  - Edward Woodward als Drummond in Alfred Hitchcock Presents
  - Michael Moriarty als Seti aka Wayne Virgil in The Equalizer
  - Peter Boyle als J.J. Killian in Midnight Caller
  - Jack Gilford als The Old Gentleman in thirtysomething

#### Mannelijke gastrol in een komische serie
(Outstanding Guest Actor in a Comedy Series)
- Cleavon Little als Tony Larkin in Dear John
  - Sammy Davis jr. als Ray Palomino in The Cosby Show
  - Leslie Nielsen als Jack Harper in Day by Day
  - Jack Gilford als Max Weinstock in The Golden Girls
  - Robert Picardo als Ed Cutlip in The Wonder Years

#### Vrouwelijke gastrol in een dramaserie
(Outstanding Guest Actress in a Drama Series)
- Kay Lenz als Tina Cassidy in Midnight Caller
  - Maureen Stapleton als Auntie Sue in B.L. Stryker
  - Chloe Webb als Laurette Barber in China Beach
  - Teresa Wright als Nina Rothman in Dolphin Cove
  - Shirley Knight als Mrs. Robert McCall in The Equalizer
  - Jean Simmons als Eudora McVeigh in Murder, She Wrote

#### Vrouwelijke gastrol in een komische serie
(Outstanding Guest Actress in a Comedy Series)
- Colleen Dewhurst als Avery Brown in Murphy Brown
  - Diahann Carroll als Marion Gilbert in A Different World
  - Eileen Brennan als Corine Denby in Newhart
  - Doris Roberts als Mrs. Bailey in Perfect Strangers
  - Maxine Stuart als Mrs. Carples in The Wonder Years